# Люмжа
Люмжа — река в России, протекает по территории Тужинского и Яранского районов Кировской области. Устье реки находится в 31 км по правому берегу реки Ярань. Длина реки составляет 13 км.
Исток реки у деревни Журавли в 26 км к северо-востоку от Яранска. Река течёт на северо-запад, протекает деревни Киляково, Гришкино и Полушнур. Впадает в Ярань в её заболоченной пойме у деревни Большие Пачи.

## Данные водного реестра
По данным государственного водного реестра России относится к Камскому бассейновому округу, водохозяйственный участок реки — Вятка от города Котельнич до водомерного поста посёлка городского типа Аркуль, речной подбассейн реки — Вятка. Речной бассейн реки — Кама.
Код объекта в государственном водном реестре — 10010300412111100037075.